# Vattaro
Vattaro är en ort och frazione i kommunen Altopiano della Vigolanai provinsen Trento i regionen Trentino-Sydtyrolen i Italien.
Vattaro upphörde som kommun den 1 januari 2016 och bildade med de tidigare kommunerna Bosentino, Centa San Nicolò och Vigolo Vattaro den nya kommunen Altopiano della Vigolana. Den tidigare kommunen hade 1 202 invånare (2015).